# موجة

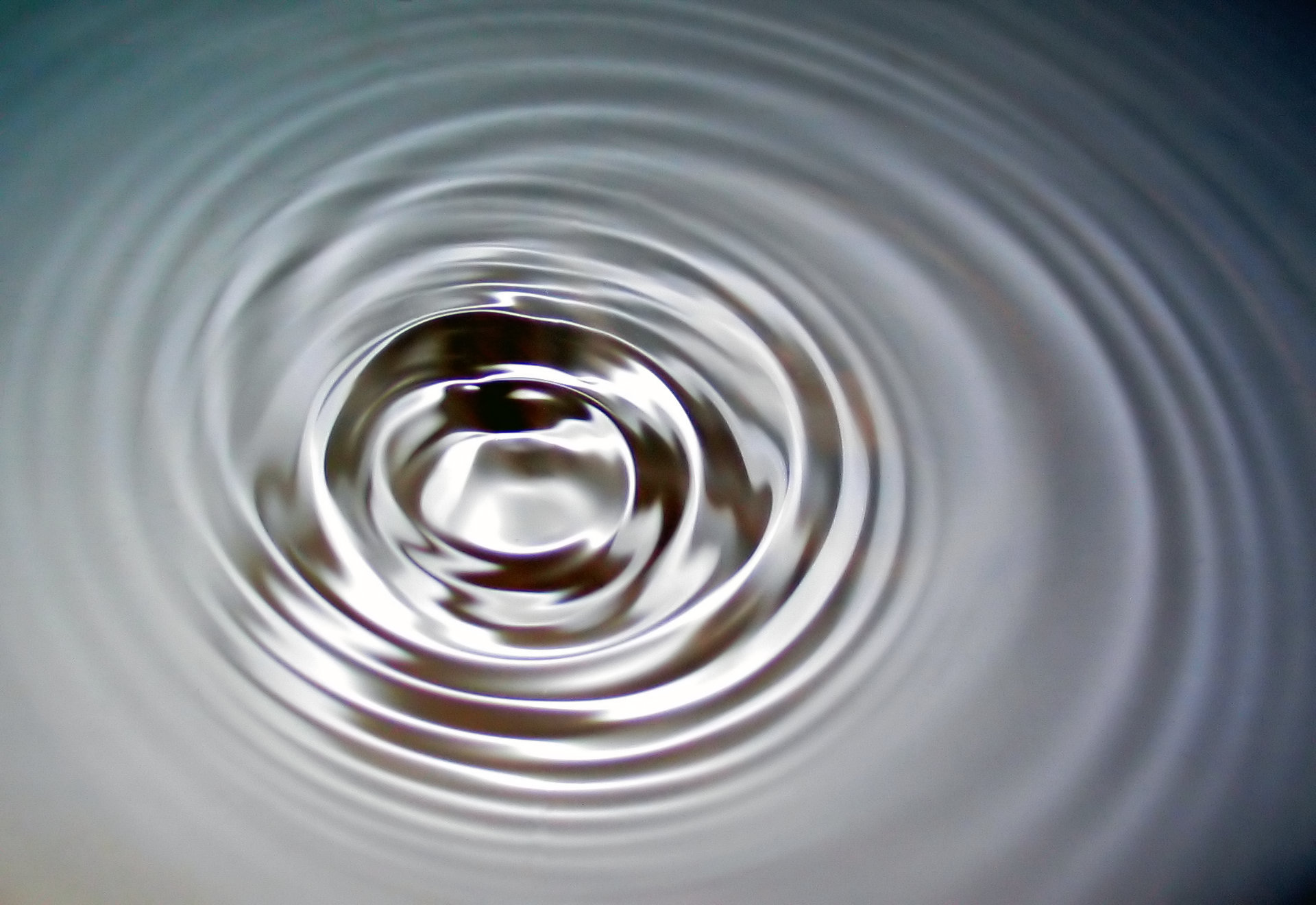
موجة سطحية في المياه

الموجة (جمع موجات؛ وتسمى أيضا الموج [جمع أمواج]) في الفيزياء هي أحد أشكال انتقال الطاقة، تتحرك الموجات في وسط مادي (باستثناء الموجات الكهرومغناطيسية وبعض أشكال الجزيئات الكمّية ذات الخصائص الموجية)، حيث تنتقل فيه الموجات وتنقل الطاقة من مكان إلى آخر بدون إزاحة جزيئات الوسط بشكل دائم، أي أنه لا تنتقل أي كتلة مع انتقال الموجة، ولكن جزيئات الوسط تتحرك بشكل متعامد أو مواز لاتجاه حركة الموجة حول موقع ثابت. وتنتشر الموجات الكهرومغناطيسية في الفراغ، أي دون الحاجة لتواجد وسط مادي. ويعتبر الضوء وموجات الراديو وأشعة إكس وأشعة غاما أمثلة من الموجات الكهرومغناطيسية. ومن خصائص الموجات الكهرومغناطيسية أنها تنتشر في الفراغ بسرعة الضوء، والذي تقدر سرعته ب 299,792,458 متر في الثانية.

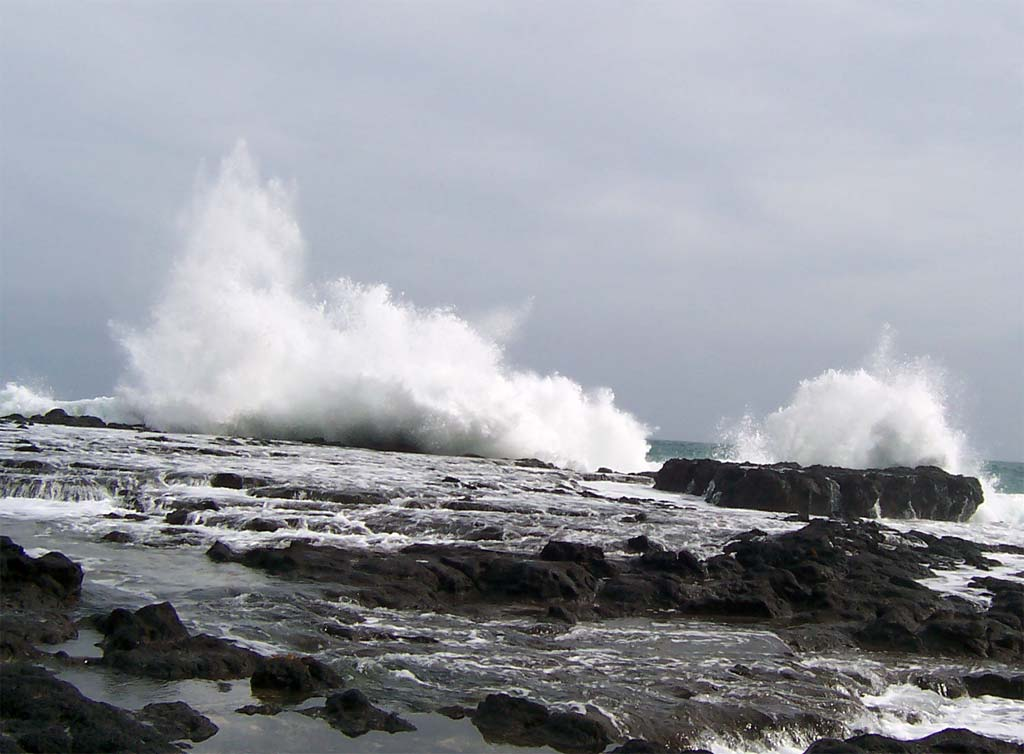
تكسر موجة على شاطئ صخري

للموجات صفة الدورية، فالموجات تكون عادة تكراراً لنمط ما من الشدة في فترات زمنية متتابعة بفترة فاصلة بينها، ويسمى عدد الموجات المارة في مقطع ما مقسوما على وحدة الزمن، التردد. وتسمى المسافة الأفقية التي تقطعها الموجة الواحدة طول الموجة.

## الأوساط المادية
تنتشر الأمواج في أنواع متعددة من الأوساط الفيزيائية، التي يشترط بها بعض التماسك لتأمين نقل الإشارات الموجية، ويمكن تصنيف الأوساط التي تنتشر بها الأمواج حسب خواصها الفيزيائية:
- وسط خطي linear medium: وهو وسط يمكن فيه جمع مطالات الأمواج في أي نقطة عند اجتماع موجتين فيها.
- وسط محدد bounded medium: وهو الوسط المحدود القياس، وإلا صنف أنه غير محدد.
- وسط متجانس uniform medium: إذا كانت الخواص الفيزيائية لجميع نقاط الوسط متشابهة.
- وسط متماثل المناحي isotropic medium: إذا كانت الخواص الفيزيائية للوسط متماثلة في جميع الاتجاهات.

## الخواص المميزة للأمواج

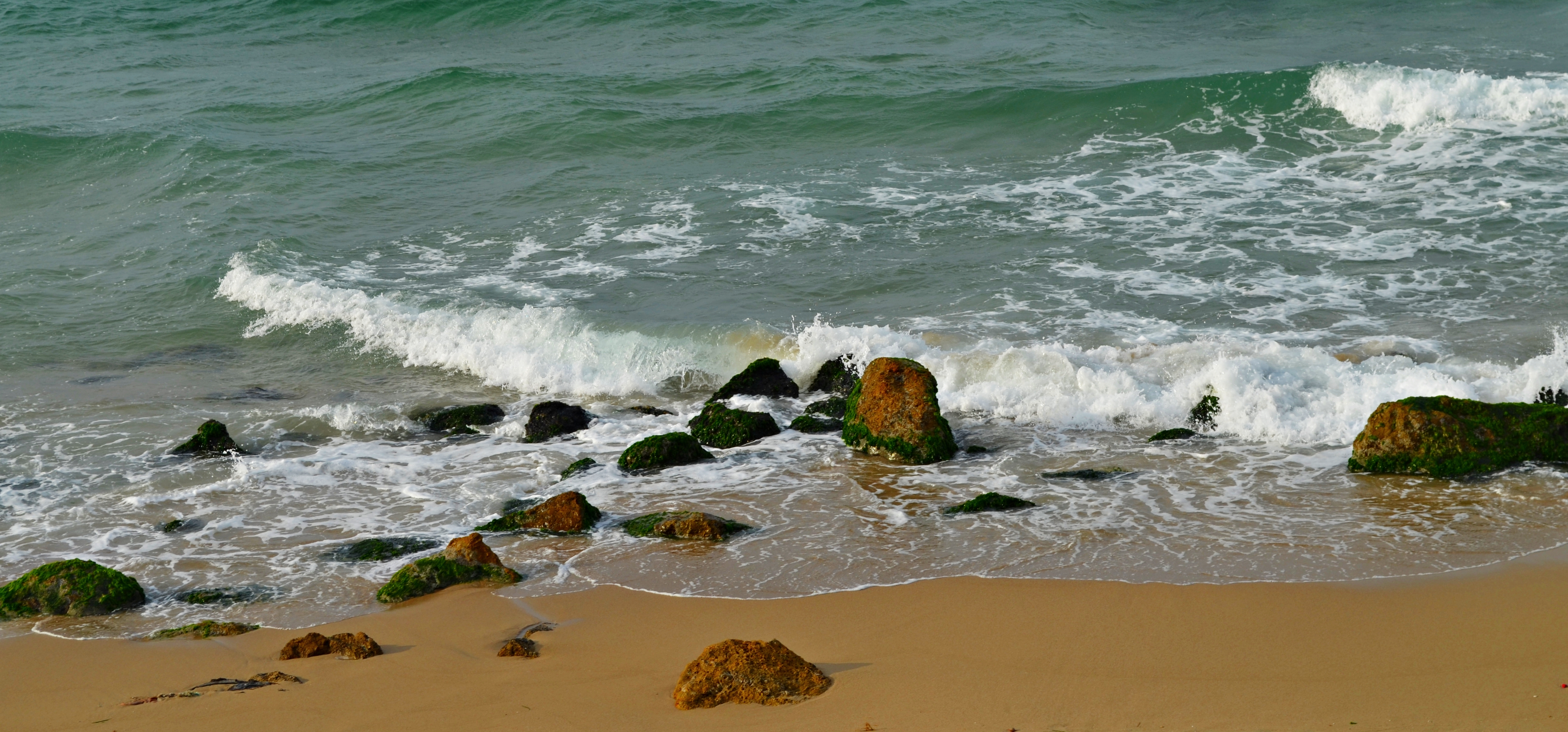
موجة صغيرة تصطدم بصخور على أحد شواطئ الإسكندرية.

تتميز الأمواج عن الجسيمات بامتلاكها مجموعة من السلوكيات الفيزيائية:
- الانعكاس ويقسم إلى انعكاس منتظم وانعكاس غير منتظم.
- الانكسار.
- الحيود.
- التداخل، ويقسم إلى تداخل بناء وتداخل هدام.
- التشتت.
- التبعثر.
- الانتشار الخطي.

## أنواع الأمواج
|  |  |

يمكن تقسيم الأمواج إلى أمواج طولية وأمواج عرضية.
- الأمواج العرضية: هي الأمواج التي يكون فيها منحى التموج متعامدا مع منحى انتشار الموجة مثل موجات الماء والحبل المتحرك والموجات الكهرومغناطيسية، وتكون على شكل قمم وقيعان.

تنتقل الموجات العرضية (المستعرضة) في الوسط المرن (مثل الجسم الصلب والسطح الحر للسائل) الذي تتوافر بين جزيئاته قوى تماسك كافية ليتمكن الجزيء المهتز من تحريك الجزيئات المجاورة له باتجاه عمودي على اتجاه انتشار الموجة.
- الأمواج الطولية: يكون منحى التموج موافقا لمنحى الانتشار في الأمواج الطولية مثل أمواج النابض وأمواج الصوت. وتكون على شكل تضاغطات وتخلخلات. تنتقل في الأوساط المختلفة (صلب وسائل وغاز) لأنها لا تحتاج إلى قوى تماسك كبيرة بين الجزيئات.

وهناك نوعين من الموجات وهما:
- الموجات الكهرومغناطيسية
- الموجات الميكانيكية

## الوصف الفيزيائي للأمواج

### مفاهيم أساسية
1. طول الموجة Wavelength: تم الاتفاق على أن طول الموجة هو المسافة بين قمتين متتاليتين أو بين قاعين متتاليين.
2. التردد Frequency أو التواتر: هو مقدار تكرر الموجة الواحدة ذات الطول الموجي المتفق عليه في كل وحدة زمن. ويعرف بالعلاقة التالية.

{\displaystyle f=1/T}
حيث T زمن كل فترة (دورة).

## العلاقات الأساسية
د = 1 / ن
د هو تردد الموجة ووحدته القياسية الهيرتز Hz ، أو 1/ثانية.
ن هو الزمن بين بداية ونهاية موجة واحدة، أو الزمن بين قمتين متتاليتين.
العلاقة بين سرعة انتقال الموجة وطولها وترددها هي:
ع = (التردد)د × (طول الموجة) ل
حيث ع هي السرعة التي تتحرك بها الموجة، ووحدتها متر في الثانية.
ل  هي طول الموجة، ووحدتها مترm.
د هو تردد الموجة أو تواترها ووحدته القياسية الهيرتز Hz، أو 1/ ثانية.
وتتوقف سرعة انتشار الموجة في وسط على طبيعة هذا الوسط أي أنها تتغير بتغير هذا الوسط.
وقد تتغير سرعة انتشار الموجة في نفس الوسط بتغير كثافة هذا الوسط أو درجة حرارته.
يتوقف تردد الموجة على تردد المصدر وليس وسط الانتشار.